# Ben Cooper (Schauspieler)
Ben Cooper (* 30. September 1933 in Hartford, Connecticut; † 24. Februar 2020 in Memphis, Tennessee) war ein US-amerikanischer Schauspieler.

## Leben und Karriere
Ben Cooper begann seine Schauspielkarriere bereits im Alter von acht Jahren mit Auftritten am Broadway, unter anderem in dem populären Stück Unser Leben mit Vater, sowie im Radio. Sein Filmdebüt machte Cooper, der auch die Columbia University besuchte, bereits mit 16 Jahren im Thriller Side Street (1949) unter Regie von Anthony Mann. 
In den 1950er-Jahren spielte der blonde Darsteller in zahlreichen Westernfilmen von Republic Pictures, oftmals verkörperte er dabei jungenhafte und etwas unerfahrene Figuren. Eine seiner bekanntesten Rollen war die eines jugendlichen Banditen in Nicholas Rays Filmklassiker Johnny Guitar – Wenn Frauen hassen (1955), der in einer dramatischen Szene von „anständigen“ Dorfbewohnern gelyncht wird. Eine seiner wenigen größeren Rollen außerhalb des Westerngenres übernahm er 1956 im Filmdrama Die tätowierte Rose nach dem gleichnamigen Bühnenstück von Tennessee Williams. 
Ab Ende der 1950er-Jahre spielte Cooper vor allem Gastrollen in Fernsehserien wie Bonanza, Perry Mason, Am Fuß der blauen Berge und Rauchende Colts. An Filmrollen gelangte er hingegen seltener. 1963 hatte die zweite Hauptrolle neben Audie Murphy im Western Im Sattel ritt der Tod, zwei Jahre später kam es zu einer erneuten Zusammenarbeit bei Goldtransport durch Arizona. In den 1980er-Jahren verkörperte er in sieben Folgen von Ein Colt für alle Fälle die Rolle eines Regisseurs. Insgesamt umfasst sein filmisches Schaffen über 85 Film- und Fernsehproduktionen bis zu seinem Karriereende im Jahr 1995.
2005 wurde er für sein Lebenswerk mit dem Golden Boot Award, einem auf das Genre Western spezialisierten Filmpreis, ausgezeichnet. Der Vater zweier Töchter war von 1960 bis zu ihrem Tod 2008 mit Pamela Cooper verheiratet und verbrachte seinen Ruhestand in Kalifornien. Nachdem bei ihm Demenz diagnostiziert wurde, zog er im Jahr 2017 in die Nähe seiner Familie nach Memphis. Dort lebte er bis zu seinem Tod im Februar 2020 mit 86 Jahren in einer Pflegeeinrichtung.

## Filmografie (Auswahl)

### Kino
- 1949: Side Street
- 1952: Feuertaufe Invasion (Thunderbirds)
- 1953: Am Tode vorbei (Woman They Almost Lynched)
- 1953: Sea of Lost Ships
- 1953: Unternehmen Panthersprung (Flight Nurse)
- 1954: Johnny Guitar – Wenn Frauen hassen (Johnny Guitar)
- 1954: Brandmal der Rache (The Outcast)
- 1954: Die Hölle von Silver Rock (Hell’s Outpost)
- 1955: Unternehmen Pelikan (The Eternal Sea)
- 1955: Die Barrikaden von San Antone (The Last Command)
- 1955: Die tätowierte Rose (The Rose Tattoo)
- 1956: Mord in der Sierra Nevada (A Strange Adventure)
- 1956: Der Rebell von Arizona (Rebel in Town)
- 1957: Durango Kid, der Rächer (Duel at Apache Wells)
- 1957: Outlaw’s Son
- 1960: Chartroose Caboose
- 1963: Im Sattel ritt der Tod (Gunfight at Comanche Creek)
- 1963: Die rauhen Reiter von Texas (The Raiders)
- 1965: Goldtransport durch Arizona (Arizona Raiders)
- 1966: Wyoming-Bravados (Waco)
- 1966: Der blutige Westen (Red Tomahawk)
- 1967: The Fastest Guitar Alive
- 1971: Heißes Gold aus Calador (One More Train to Rob)
- 1971: Latigo (Support Your Local Gunfighter)
- 1975: Abenteuer der Lüfte (The Sky’s the Limit)
- 1994: Lightning Jack

### Fernsehen
- 1950: Suspense (2 Folgen)
- 1956–1960: Abenteuer im wilden Westen (Zane Grey Theater, 4 Folgen)
- 1960: Johnny Ringo (Folge 1x21)
- 1960, 1961: Bonanza (2 Folgen)
- 1961: Westlich von Santa Fé (The Rifleman, Folge 3x19)
- 1961: Twilight Zone (The Twilight Zone, Folge 3x11)
- 1961–1965: Rauchende Colts (Gunsmoke, 3 Folgen)
- 1961–1965: Perry Mason (5 Folgen)
- 1962: Am Fuß der blauen Berge (Laramie, 2 Folgen)
- 1964: Tausend Meilen Staub (Rawhide, Folge 7x11)
- 1966: Time Tunnel (The Time Tunnel, Folge 1x02)
- 1969: Der Außenseiter (The Outsider, Folge 1x19)
- 1969: Ihr Auftritt, Al Mundy (It Takes a Thief, Folge 2x25)
- 1969: Im Wilden Westen (Death Valley Days, Folge 18x05)
- 1969, 1970: Mannix (2 Folgen)
- 1970: Dr. med. Marcus Welby (Marcus Welby, M.D., Folge 1x23)
- 1970: Adam-12 (Folge 3x03)
- 1970: Die Leute von der Shiloh Ranch (The Virginian, Folge 9x04)
- 1974: Kung Fu (Folge 2x23)
- 1979: B.J. und der Bär (B. J. and the Bear, Folge 1x10)
- 1979–1980: Sheriff Lobo (The Misadventures of Sheriff Lobo, 5 Folgen)
- 1981–1983: Ein Colt für alle Fälle (The Fall Guy, 7 Folgen)
- 1984: Wer ist hier der Boss? (Who’s the Boss?, Folge 1x08)
- 1984–1985: Touchdown (1st & Ten, 3 Folgen)
- 1985: Dallas (2 Folgen)
- 1986: Unter der Sonne Kaliforniens (Knots Landing, Folge 7x28)
- 1986: L.A. Law – Staranwälte, Tricks, Prozesse (L.A. Law, Folge 1x08)
- 1995: Kung Fu – Im Zeichen des Drachen (Kung Fu: The Legend Continues, Folge 3x17)